# Csoszon gazdasága
Csoszon (Joseon) koreai állam (1392–1897) gazdaságának alapját a mezőgazdaság képezte, a kereskedelem és a kézműves ipar elenyésző mértékben járult hozzá az államgazdasághoz. A pénzforgalom csak az 1700-as években lendült fel, de ekkor sem igazán jelentős mértékben, a kereskedelem alapját a barter jelentette. 
A föld elméletben állami tulajdonban volt, azonban minden hivatalnok kapott földet, valamint az úgynevezett „érdemes alattvalóknak” is osztották jutalmul. A földterület mértékegysége a kjol (gyeol) (결) volt. A leggyakoribb gabonafélék a rizs mellett az árpa, a köles és a hajdina voltak, köztes termesztésben vetettek még szójababbot, adzuki babot és gyökérzöldségeket. A későbbi Csoszon (Joseon)-korban termesztettek gyapotot és dohányt is eladásra, valamint a 18. és 19. században megjelentek az újvilági termények is, mint a burgonya és az édesburgonya. A modern földművelési technológiáknak köszönhetően a termelékenység megnőtt és a lakosság száma is növekedni kezdett.
Az állam bevételeinek forrását a különféle adók jelentették, és bár sikeresebben működött a rendszer, mint Korjóban (Goryeoóban), így sem tudott elegendő bevételt termelni. A földre kivetett adó mellett különféle természetbeni adót vetettek ki, melyeket szintén a parasztok fizettek. A nemesi jangban (yangban) réteg nem fizetett adót, a földadót is a parasztokon hajtották be. Szokásos volt a parasztoktól megkívánt robotmunka.
A konfuciánus értékrendnek is köszönhetően a kereskedelmet alantas dolognak tartották, így más államokhoz képest ez az ágazat jelentősen fejletlenebb volt Csoszon (Joseon)ban. Az árukat jobbára házalók (보부상, pobuszang (bobusang)) vitték a hátukon, akik céhekbe tömörültek. A külkereskedelem jobbára tilos volt, kivéve a diplomáciai utakon történt vásárlásokat, ezek során ezüstöt, aranyat, rezet, bádogot, ként, timsót, cukrot, borsot, édesgyökeret, szantálfát, Caesalpinia sappan-fát, kardokat, vízibivalyszarvat és elefántagyarat hoztak be az országba. Exportként pamutot, rizst, kendert, ramit, ginzenget, virágmintás párnákat, fókabőrt és könyveket vittek ki.
Mezőgazdasági állam lévén Csoszon (Joseon)ban a kézműves ipar volt jobbára elterjedt. A parasztok jövedelem-kiegészítésképp selymet, pamutot, lenvásznat állítottak elő. Ezen felül állami manufaktúrák működtek, ahol rabszolgák dolgoztak.

## Föld tulajdonjoga

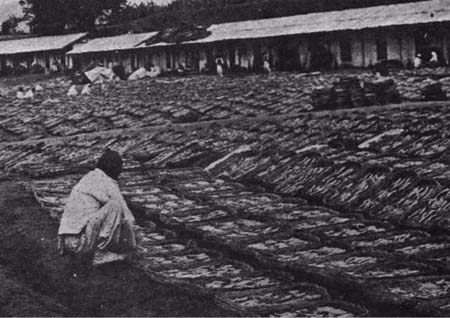
Ginzengtermesztés

1390-ben Thedzso (Taejo) visszavette a korjói (goryeoi) nemességnek és a buddhista templomoknak kiosztott földeket, elégették a tulajdoni lapokat, gyakorlatilag állami tulajdonba véve a földet. Ez azonban nem maradt fenn sokáig, mivel az úgynevezett kvadzson (kwajeon) (과전) rendszer keretében a dinasztiának jó szolgálatot tévő hivatalnokok, nemesek számára földet adtak jutalmul Kjonggi (Gyeonggi) tartományban, más tartományokban pedig a hadsereg kiszolgálása számára tartottak fenn területeket (군전, 軍田, kundzson (gunjeon)). Az úgynevezett „érdemes alattvalók” (공신, 功臣, kongsin (gongsin)), akik kivételes szolgálatot tettek, nagy földet és rabszolgákat kaptak cserébe, a kisebb érdemekkel rendelkező, ún. vondzsonggongsin (wonjonggongsin) (원종공신, 原從功臣) érdemes alattvalók pedig kisebb méretű földet. Ezek a területek adóztathatóak voltak és örökölhetőek, csak kivételes esetben, például komoly bűn elkövetése esetén fosztották meg az illetőt a neki adott földtől. A hivatalnokok is kaptak földet, méghozzá a szolgálati idejük idejére. Ezek mérete a hivatali rangtól volt függő, az első rangba tartozók 150 kjolt (gyeolt), a 18. rangú hivatalnokok 10 kjolt (gyeolt) kaptak. Egy 1426-os forrás szerint a megművelhető földterület több mint fele hivatalnokoknak volt kiosztva. Az állami intézmények, konfuciánus kegyhelyek, iskolák is rendelkeztek földdel, amiből a bevételt az intézmény fenntartására használták fel. A visszavonult magas rangú tisztviselőknek a hadseregnek kiosztott földből juttattak. A parasztok nem lehettek földbirtokosok, csak bérlők. A helyzet olyan súlyossá vált, hogy az 1600-as évekre nem maradt kiosztható földterület. Ekkor az újonnan bevezetett földtörvény megengedte, hogy a parasztok a természettől hódítsanak el újabb megművelhető területeket, vagy parlagon hagyott, a japán invázió során lerombolt területeket hasznosítsanak és így kisbirtokosokká váljanak.

## Mezőgazdaság
Csoszon (Joseon) gazdasága alapvetően a mezőgazdaságra épült, a lakosság nagy részét is földművelő parasztok tették ki. Kínában a Jangce (Yangzi) mentén és Csiangnan (Jiangnan)ban új földművelő technikákat fejlesztettek ki a Szung (Song)-dinasztia idején. Javult a termesztett növények minősége, megjelent a köztes termesztés és a rizspalánták vizes átültetése, ami növelte a terméshozamot. A hidegebb és szárazabb koreai éghajlat miatt ezek a módszerek csak lassan terjedtek a félszigeten, de a 14. század közepére itt is átvették őket. Egyéb fejlesztések is megjelentek, például a föld trágyázása, és állami felügyelet mellett számos víztározót is építettek a szárazság enyhítésére. Megjelentek a kézikönyvek, amelyekben a kínai módszerek helyi környezetre való adaptálását részletezték. Az első ilyet 1430-ban adták ki Nongsza csikszol (농사직설, Nongsa Jikseol) címmel. Egyre több és több területet vontak művelés alá, száz év alatt – nem túl pontos becslések szerint – csaknem megduplázva az eddigieket, elérve a 1 700 000 kjolt (gyeolt) (결).

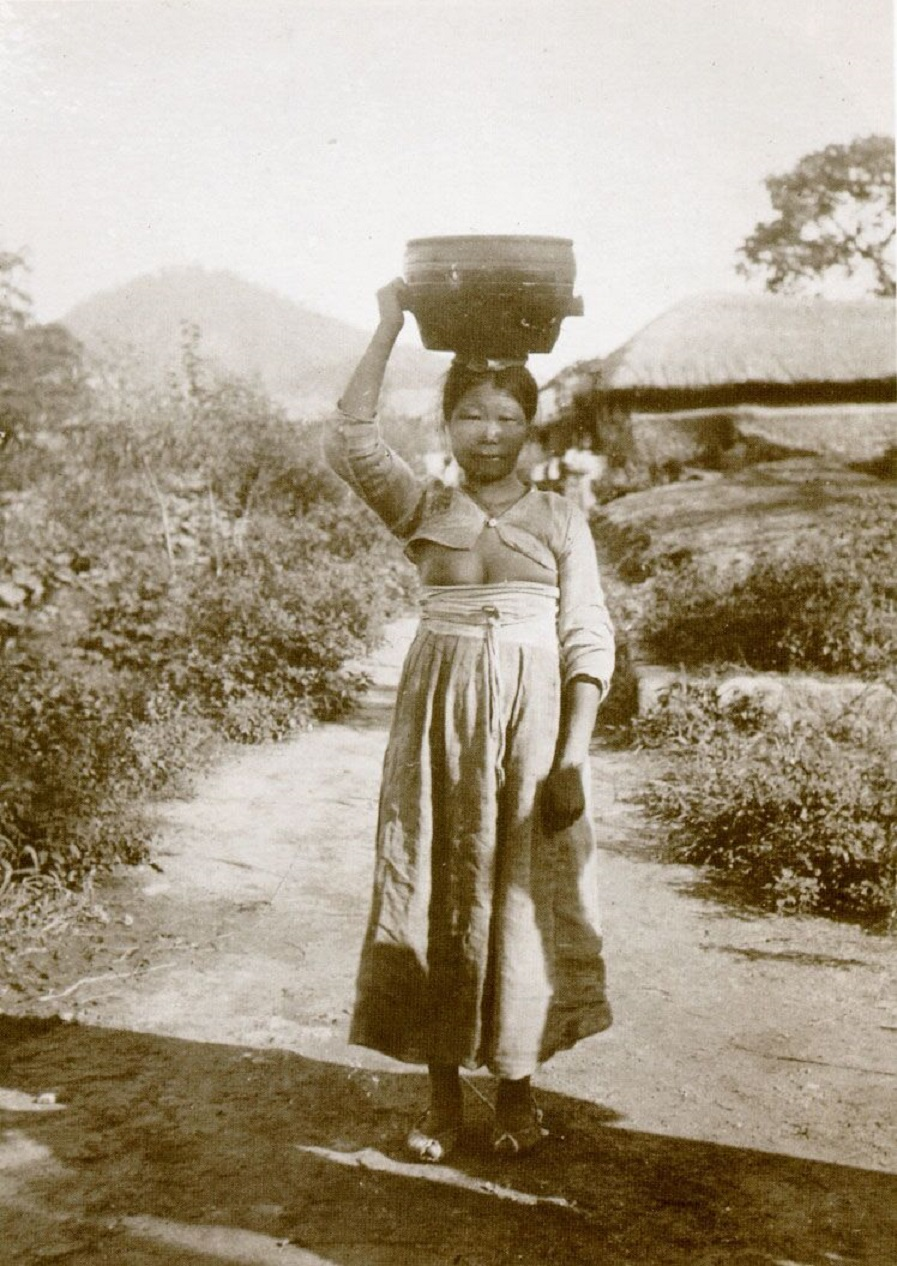
Koreai parasztasszony onggival a fején

A leggyakoribb gabonafélék a rizs mellett az árpa, a köles és a hajdina voltak, köztes termesztésben vetettek még szójababbot, adzuki babot és gyökérzöldségeket. A későbbi Csoszon (Joseon)-korban termesztettek gyapotot és dohányt is eladásra, valamint a 18. és 19. században megjelentek az újvilági termények is, mint a burgonya és az édesburgonya. A fontos árucikként kezelt ginzenget csak egyes tartományokban termesztették, máshol inkább a vadon termő növényt gyűjtötték be. Az új mezőgazdasági technológiáknak, az öntözési és víztározási rendszer kiépítésének és a trágyázásnak a hatására a termelékenység megnőtt és a lakosság száma is növekedni kezdett. A rendelkezésre álló adatok szerint Koreában az egy holdra jutó terméshozam jóval meghaladta az akkoriban Nyugat-Európában vagy a világ más részein tapasztaltat, de elmaradt a Japánban vagy Kínában feljegyzettől.

## Adórendszer
Csoszon (Joseon) állami bevételeinek forrását a különféle adók jelentették, és bár sikeresebben működött a rendszer, mint Korjóban (Goryeoóban), így sem tudott elegendő bevételt termelni. A földre kivetett adó mellett különféle természetbeni adót vetettek ki:

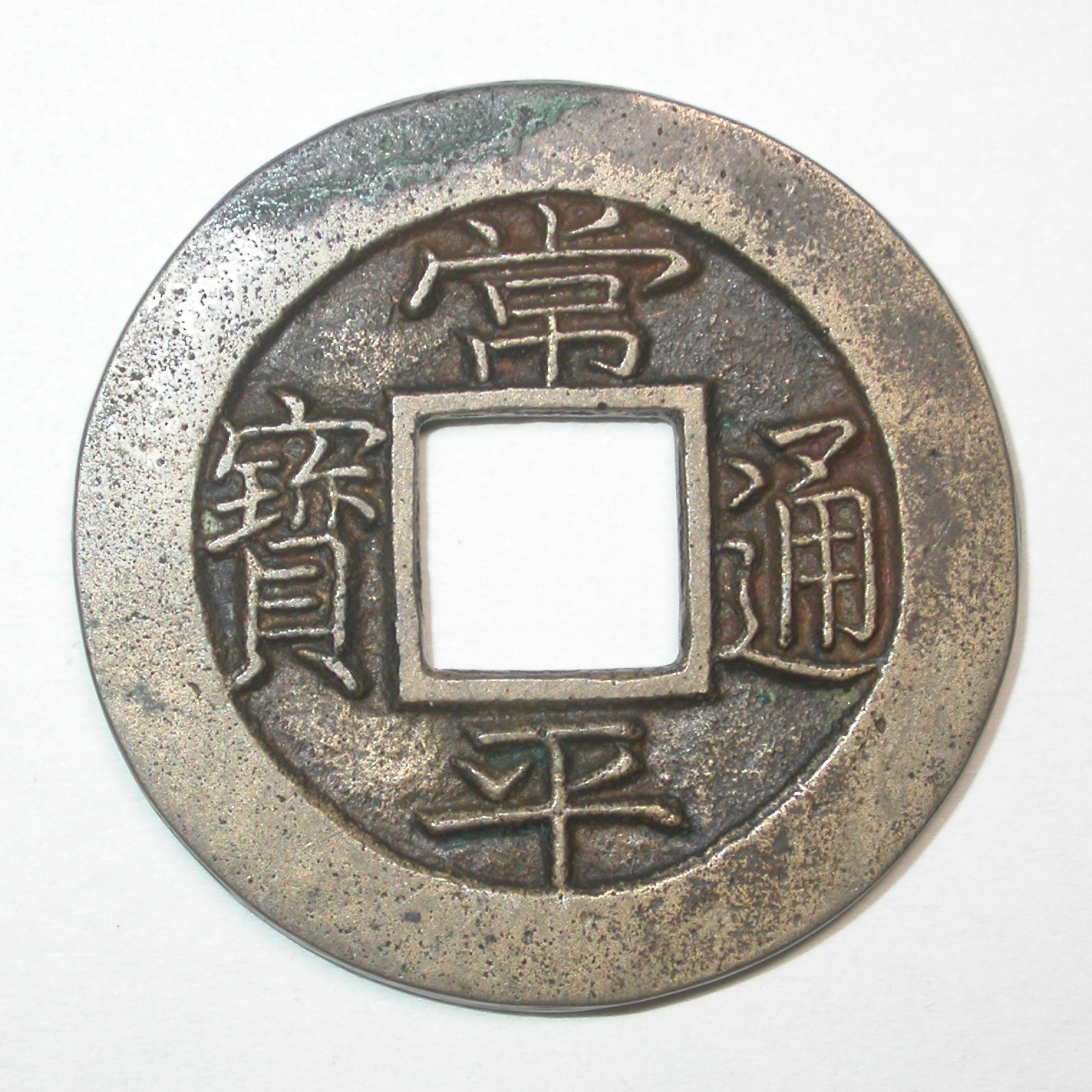
Koreai szangphjongthongbo (sangpyeongtongbo), (상평통보, 常平通寶) pénzérme a 19. századból. 1633-tól volt forgalomban.

- csinszang (진상, jinsang): a királyi család számára helyi különlegességek szállítása
- kongmul (공물, gongmul): helyi különlegességek szállítása a minisztériumoknak
- szephe (세패, sepae): helyi különlegességek a kínai császárnak
- a hadsereg fenntartására kivetett adó ruhaszövet formájában, illetve halászhálóra és hajókra kivetett adó, valamint sóadó formájában

A tartományi kormányzóknak és a helyi elöljáróknak is terménybeli adót kellett a királynak fizetniük, ezeket a terheket pedig szintén a parasztokra hárították át. A fizetés nyomon követésére főkönyvet (공안, kongan (gongan)) vezettek közigazgatási egység szerint, ezeket azonban gyakran nem frissítették az adott régió lakosságának vagy gazdaságának változása fényében, így sokszor igazságtalan mennyiségű adót követeltek, vagy olyan terményt, amit az adott területen már nem termesztettek. A 17. században elterjedt a tenap (대납, daenap) vagy kongnap (공납, gongnap) szokása, azaz közvetítők (kongin (gongin), 공인) alkalmazása, akik a különleges árucikkek helyett átlagos árukat, rizst vagy ruhaszövetet gyűjtöttek be és ezeket az adónemben meghatározott árucikkre váltották. Az áruadót gyakran erőszakkal is begyűjtötték. Bár létezett iparadó és kereskedelmi adó is, ezek a mezőgazdaság dominanciája miatt elenyésző bevételt jelentettek, az adóteher nagy részét a parasztok viselték.
Szokásos volt a parasztoktól megkívánt robotmunka, melynek keretében hajót kellett ácsolni, árut szállítani, fát vágni, szenet bányászni, városfalat, víztározót vagy hidat építeni, lovakat gondozni, halászni. A parasztokra hárult a külföldi diplomaták ellátása és elhelyezése, és az úton lévő király és kísérete ellátása is. Ezek váratlan és nagy terhet jelentettek. Elterjedt volt a csúszópénz, a hivatalnokok jobbára ebből éltek.
A 17. században fokozatosan új adórendszert vezettek be az adóterhek kiegyenlítésére, ez volt a tedongbop (대동법, daedongbeop), melynek keretében az aratás egy bizonyos százalékát volt köteles a paraszt rizsben megfizetni, de ruhaszövettel és rézpénzzel is ki lehetett egyenlíteni. Ez a rendszer az adószedő közvetítők meggazdagodását és a független kézművesek gyarapodását jelentette, utóbbiak állították elő azokat az árucikkeket, amikre az államnak szüksége volt. A robotmunkát felváltotta a fizetett bérmunka. A rendszer korántsem volt tökéletes, továbbra is maradtak a helyi elöljárók által váratlanul kivetett adók vagy terménybeli követelések és mivel nem volt rendszeres népszámlálás, az adó eloszlása sem volt mindig igazságos. A falvakban egyfajta hitelező egyesület, kje (계, gye) alakult, a falusiak ide gyűjtötték a pénzüket, és innen tudtak kivenni, ha megszorultak (a modern Koreában is létezik még ez a szokás).
Az államnak hitelező funkciója is volt, kínai mintára hozták létre a gabonahitelezést. Ennek eredeti funkciója az volt, hogy az állam gabonát vásárolt és tárolt, majd éhínség, szárazság idején ebből a készletből kölcsönzött a rászorulóknak. A városokban az árstabilizációhoz használták a rendszert. A 15. századtól a helyi elöljárók kezébe került a hitelezés kezelése, ráadásul kamatra. A 17. századra a gabonahitelezés fontos bevételi forrása lett az államnak, de rengeteg volt a visszaélés. A parasztok, akik leginkább rászorultak a gabonakölcsönre, ritkán tudták időre visszafizetni kamatostul, így teljesen eladósodtak.
A nemesi réteg, a jangban (yangban) nem fizetett adót, minden ilyen irányú reformkísérletet hevesen elleneztek. Előfordult, hogy a falu által közösen összegyűjtött szövetadóhoz hozzájárult egy-egy nemes is, ez azonban önkéntes alapú volt és ritka.

## Kereskedelem
Csoszon (Joseon) nem volt hagyományos értelemben vett monetáris gazdaság, a kereskedelem a világ többi részéhez képest fejletlenebb volt. Mivel jórészt mezőgazdaságból élt, és nagyobb város is csak a főváros volt, a kereskedő réteg sem tudott úgy kiépülni, mint másutt. A pénzérme-verés a 18. század közepéig szórványos volt és jórészt csak rézérméből állt. Ezek a kínai mintát követve kerek alakúak voltak, középen négyszögletes lyukkal, zsinórra fűzve. Az arany- és ezüstérmék hiányában ez megnehezítette a nagyobb mennyiségű tranzakciókat, ezért inkább selyemmel és egyéb drága szövettel vagy gabonával bonyolították azokat. A 15. században a Ming-dinasztia aranyat és ezüstöt követelt Koreától, ezért inkább nem bányászták. Hozzájárult a kereskedelem fejletlenségéhez az is, hogy a koreai konfuciánus nézetek szerint a kereskedők alacsony rangúaknak, lenézettnek számítottak, nem tartották erkölcsös foglalkozásnak, ezért a nemeseknek tilos is volt ilyen tevékenységet végezni. A „remeteállam”-politikának köszönhetően a hajóépítést sem támogatta az állam, a külkereskedelem így jelentősen visszaesett. A kereskedelem fejlődésének gátat vetett az ország földrajzi elhelyezkedése és sajátosságai is. Míg Kínában a jelentős folyókat csatornákkal összekötve lehetett az árukat eljuttatni, Japánban pedig úthálózat épült ki és kihasználták a tenger adta lehetőségeket, Koreában nem voltak olyan folyók, amelyek több régiót összekötöttek volna, a partok mentén pedig nehéz és veszélyes volt a hajók navigálása. A hegyvidékeken bár nem volt lehetetlen a közlekedés, jelentősen drágává tette a domborzat a szállítást. Az árukat jobbára házalók (보부상, pobuszang (bobusang)) vitték a hátukon, akik céhekbe tömörültek.

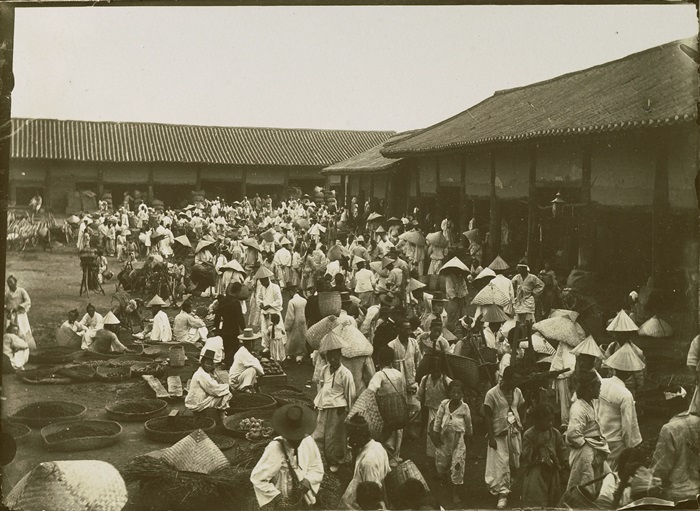
Régi koreai piac

A kereskedőréteg ilyen körülmények között kicsi volt és rengeteg szabálynak kellett megfelelniük. A fővárosban kizárólag engedéllyel rendelkező üzletek (시전, sidzson (sijeon)) árusíthattak. Itt hat állami beszerző cég működött, valamint 31 magánüzlet. Két felügyelő szervük volt, a Kjongsigam (경시감, Gyeongsigam), azaz a Fővárosi Piacfelügyelőség, mely szabályozta az árakat és begyűjtötte a kereskedelmi adót, valamint a közegészségügyi feladatokat ellátó Cshongdzsegam (청제감, Cheongjegam). Máshol időszakos piacok (향시, hjangsi (hyangsi)) működtek, melynek helyét és idejét törvényben írták elő. Ezek mellett félévente tartottak egy-egy termékcsoportra (például gyógynövényekre, mezőgazdasági eszközökre, állatokra stb.) specializált vásárokat nagyobb településeken. Az állam maga alkalmazott mesterembereket a számára szükséges árucikkek előállítására, így kerülték el, hogy kereskedőktől kelljen megvenni. A külkereskedelem jobbára tilos volt, kivéve a diplomáciai utakon történt vásárlásokat, ezek során ezüstöt, aranyat, rezet, bádogot, ként, timsót, cukrot, borsot, édesgyökeret, szantálfát, szappanfát (Caesalpinia sappan), kardokat, vízibivalyszarvat és elefántagyarat hoztak be az országba, ezek luxustermékek voltak, és a nemesek számára hozatták őket. Exportként pamutot, rizst, kendert, ramit,, ginzenget, virágmintás párnákat, fókabőrt és könyveket vittek ki. A 17. században létezett némi külkereskedelem Japánnal, főképp ginzenget és gyógyszereket vittek ki rézért és ezüstét cserébe. Okinavából fűszereket hozattak. A 18. századra azonban Japánnal is jobbára megszűnt a kereskedelmi kapcsolat.

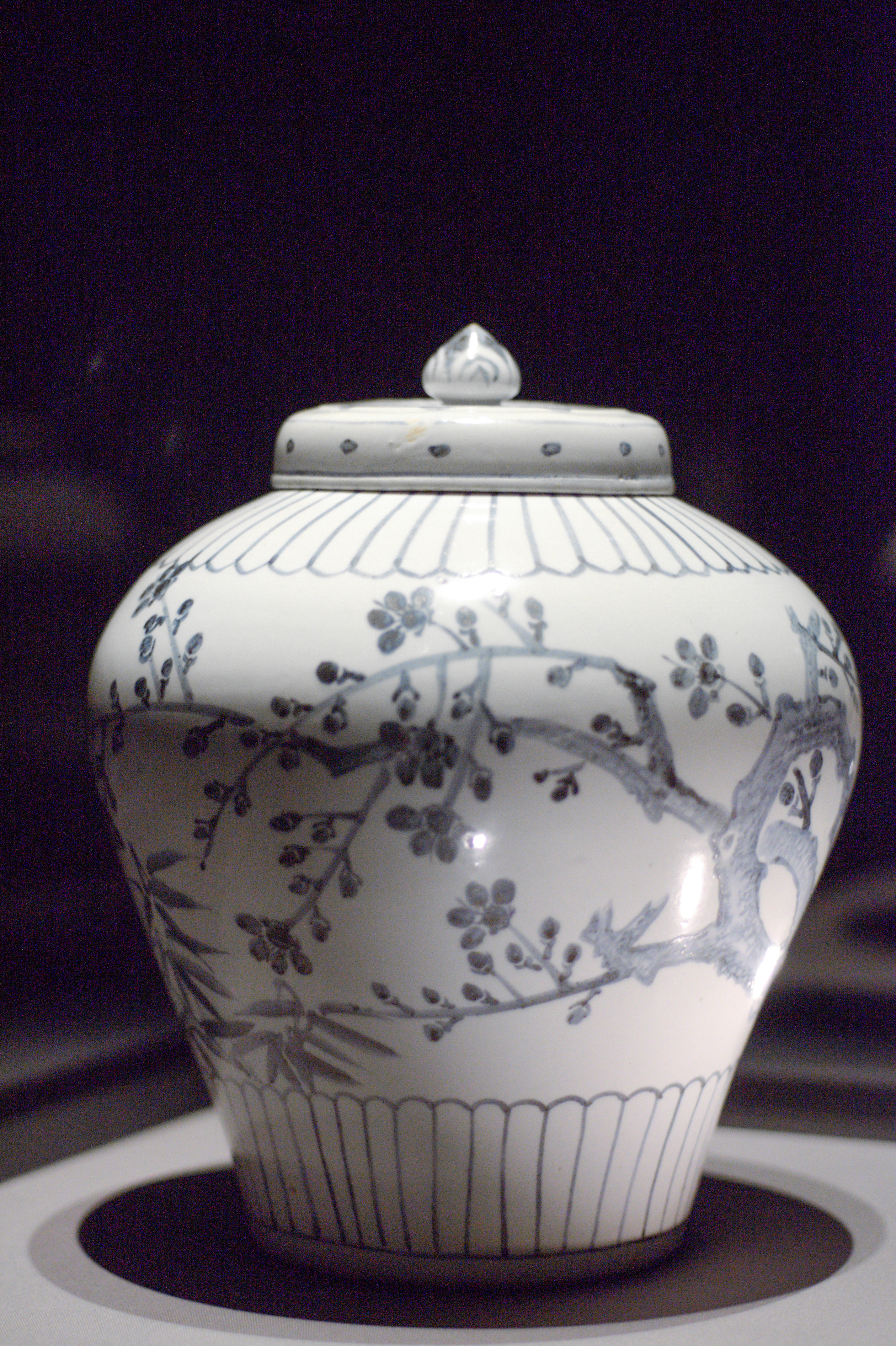
Kék mintás fehér porcelán a Csoszon (Joseon)-korból

A 18. században a tedongbop (대동법, daedongbeop) bevezetésével fellendült némileg a belső kereskedelem, ahogy az állam elkezdett a kereskedőktől vásárolni. 1791-ben az állam korlátozta a szöuli boltok tevékenységét és megengedte az egyéb kereskedőknek, hogy olyan árut árusítsanak, amelyek nem kaphatóak ezekben az üzletekben. Megjelentek a nagybani kereskedők (객주, kekcsu (gaekju)), akik raktárakat, fogadókat üzemeltettek és szállítmányozással is foglalkoztak. 1876 után a közülük kerültek ki azok, akik részt vettek a megnyíló külföldi kereskedelemben és szép sikereket értek el. Néhányuk később jelentős koreai cégek alapítója lett.

## Ipar
Mezőgazdasági állam lévén Csoszon (Joseon)ban a kézműves ipar volt jobbára elterjedt. Asztalosok, kovácsok, kalapkészítők kis műhelyeket üzemeltettek, ahol maguk árultak, vagy házalókkal értékesítették a munkáikat. A parasztok jövedelem-kiegészítésképp selymet, pamutot, lenvásznat állítottak elő. Ezen felül állami manufaktúrák működtek, ahol rabszolgák dolgoztak. A korszak kezdetén a fővárosban 129 manufaktúra működött 2481 munkással, vidéken további 27 volt, 3656 munkással. Itt gyártották a kerámiatárgyakat, a fegyvereket, a nádszőnyegeket, a tetőcserepeket, a papírt, a földműveléshez szükséges eszközöket, a lakkozott tárgyakat, a bőrtermékeket, a fémből készült használati tárgyakat és a bútorokat. Selyemgyártással is foglalkoztak. A Korjo (Goryeo)-korban népszerű zöld szeladonedényeket felváltotta a kék mintás fehér porcelán. A kevésbé tehetősek barna kerámiaedényeket vásároltak. Népszerűvé váltak a bronzedények (방짜, pangccsa (bangjja)).